# Natasha Aguilar
Natasha Aguilar Komisarova (* 2. Juni 1970 in San José; † 1. Januar 2016 in Sabana Sur, Costa Rica) war eine costa-ricanische Schwimmerin.
Bei den X. Panamerikanischen Spielen 1987 war sie Silber- und Bronze-Medaillengewinnerin im Freistilschwimmen. Sie war Teilnehmerin bei den Olympischen Sommerspielen 1988 in Seoul.
Sie war die Schwester des Schwimmers Andrei Aguilar und trainierte langjährig mit Silvia Poll. Sie starb an den Folgen eines Hirnschlags.